# 曾春蕾
曾春蕾（1989年11月3日—），北京人，前中國女子排球運動員，2021年正式退役。

## 運動生涯
曾春蕾身体条件出色，很小就入选中国国家少年排球队，並在2009年首次入选国家队，但受著伤病侵扰，這次入選未有代表國家出席任何赛事。
2012年，曾春蕾再度入选国家队，並在世界女排大奖赛中国佛山站首次替国家队上场，曾在对韩国女排的比賽中拿下全场最高的17分，赛后得到主帅俞觉敏点名表扬，之後更入選2012年倫敦奧運中國女排12人名單。
其後在2013-2015年間一度是中國女排在接應二傳位置上的主力人選，也與隊伍一起獲得2014年世界女排錦標賽亞軍和2015年女排世界盃冠軍。2016年因狀態欠佳而無緣里約奧運，其後在2017年再以老將身份入選2017年女排大冠軍盃名單，並擔當主力接應，最後中國女排五戰全勝奪得冠軍。在2017-18賽季，曾春蕾赴意甲A1聯賽效力，並加盟卡萨尔马焦雷（Volleyball Casalmaggiore），是繼朱婷後第二位到海外聯賽效力的現役女排國手。

## 技术特色
曾春蕾的技术全面，发球结合跳发与长飘，一号位的后排攻、二号位的定点攻，及在二、三号位与副攻手的掩护配合都极具威慑。此外，她作为左撇子出任接应位置，侧翼的进攻路线较之右手接应更能有效打乱对手的布拦手位和起跳节奏 。

## 獎項

### 個人榮譽
- 2015年亞洲女子排球錦標賽：最佳發球

### 國家隊
- 2013年世界女排大獎賽： - 銀牌
- 2014年世界女子排球錦標賽： - 銀牌
- 2015年亞洲女子排球錦標賽： - 金牌
- 2015年世界盃女子排球賽： - 金牌
- 2017年女子世界大冠軍盃排球賽： - 金牌
- 2018年女排國家聯賽： - 銅牌
- 2018年亞洲運動會排球比賽： - 金牌
- 2018年世界女排锦标赛： - 銅牌
- 2019年世界盃女子排球賽： - 金牌